# Gregg Henry
Gregg Lee Henry (Lakewood (Colorado), 6 mei 1952) is een Amerikaans acteur.

## Biografie
Henry studeerde af in theaterwetenschap aan de universiteit van Washington in Seattle. Na zijn studie verhuisde hij naar Los Angeles voor zijn acteercarrière.
Henry begon in 1976 met acteren in de televisieserie Rich Man, Poor Man – Book II, waarna hij nog in meer dan 170 televisieseries en films speelde.
Henry is getrouwd met theaterregisseuse Lisa James met wie hij in Los Angeles woont.

## Filmografie

### Films
Selectie:
- 2023 Guardians of the Galaxy Vol. 3 - als Jason Quill
- 2017 Guardians of the Galaxy Vol. 2 - als Jason Quill
- 2014 Guardians of the Galaxy – als Jason Quill
- 2006 The Black Dahlia – als Pete Lukins
- 2006 United 93 – als Robert Marr
- 2006 Slither – als Jack MacReady
- 2002 Ballistic: Ecks vs. Sever – als Robert Gant
- 2002 Femme Fatale – als Shiff
- 1999 Payback – als Val Resnick
- 1998 Star Trek: Insurrection – als Gallatin
- 1992 Raising Cain – als inspecteur Terri
- 1984 Body Double – als Sam Bouchard
- 1983 Scarface – als Charles Goodson

### Televisieseries
Selectie:
- 2021-2022 Blade Runner: Black Lotus - als senator Bannister - 4 afl.
- 2021 Law & Order: Organized Crime - als Edmund Ross - 3 afl.
- 2020-2021 Hit and Run - als Martin Wexler - 9 afl.
- 2018 Channel Zero - als Bill Hope - 2 afl.
- 2012-2018 Scandal – als Hollis Doyle – 23 afl.
- 2018 Black Lightning - als Martin Proctor - 5 afl.
- 2014-2016 Hell on Wheels - als Brigham Young - 7 afl.
- 2015-2016 CSI: Cyber - als Calvin Mundo - 2 afl.
- 2016 Chicago Med - als dr. David Downey - 4 afl.
- 2014-2015 The Following – als dr. Arthur Strauss – 13 afl.
- 2013-2014 The Killing – als Carl Reddick – 16 afl.
- 2012-2013 Bunheads – als Rico – 4 afl.
- 2011-2012 Breakout Kings – als Richard Wendell – 2 afl.
- 2012 NCIS: Los Angeles – als Alex Harris – 2 afl.
- 2009-2011 Hung – als Mike – 25 afl.
- 2007-2008 The Riches – als Hugh Panetta – 20 afl.
- 2005-2007 Gilmore Girls – als Mitchum Huntzberger – 9 afl.
- 2005-2007 Eyes – als Clay Burgess – 7 afl.
- 2003 24 – als Jonathan Wallace – 4 afl.
- 2001-2002 Boston Public – als rechercheur McGill – 2 afl.
- 1999-2001 Family Law – als Michael Holt – 7 afl.
- 1997 EZ Streets – als Carl Eiling – 5 afl.
- 1985-1996 Murder, She Wrote – als diverse karakters – 7 afl.
- 1996 Chicago Hope – als lid van bestuur – 2 afl.
- 1988-1989 L.A. Law – als Robert Cullen – 2 afl.
- 1987 Matlock – als kapitein Bill Campbell – 2 afl.
- 1992-1993 Reasonable Doubts – als Weldon Lewis – 5 afl.
- 1991-1992 The Torkelsons – als Randall Torkelson – 2 afl.
- 1988 Falcon Crest – als Thom Dower – 2 afl.
- 1982 The Blue and the Gray – als Lester Bedell – 3 afl.
- 1978 Pearl – als inspecteur Doug North – 3 afl.
- 1976-1977 Rich Man, Poor Man – Book II – als Wesley Jordache – 21 afl.

- Bibsys: 8000875
- Bibliothèque nationale de France: cb14031199r (data)
- Gemeinsame Normdatei: 142404330
- International Standard Name Identifier: 0000 0001 0858 1303
- Library of Congress Control Number: no96008539
- Nationale Bibliotheek van Tsjechië: xx0310876
- Nationale Bibliotheek van Israël: 987007367092905171
- Nationale Bibliotheek van Polen: a0000001246810
- Système universitaire de documentation: 059908084
- Virtual International Authority File: 64205912
- WorldCat: E39PBJkXpQppFccKHwd8JPCPcP